# Епархия Пунта-Аренаса
Епархия Пунта-Аренаса (лат.  Dioecesis de Punta Arenas) — епархия Римско-Католической церкви с центром в городе Пунта-Аренас, Чили. Епархия Пунта-Аренаса распространяет свою юрисдикцию на территорию области Магальянес-и-ла-Антарктика-Чилена. Епархия Пунта-Аренаса входит в митрополию Пуэрто-Монта. Кафедральным собором епархии Пунта-Аренаса является церковь Святейшего Сердца Иисуса.

## История
18 ноября 1883 года Святой Престол учредил апостольскую префектуру Южной Патагонии, Огненной Земли и Мальвинских островов, выделив её епархии Сан-Карлос-де-Анкуда.
4 октября 1916 года Конгрегация по делам епископов выпустила декрет Quae rei sacrae, которым преобразовала апостольскую префектуру Южной Патагонии, Огненной Земли и Мальвинских островов в апостольский викариат Магальянеса-Мальвинских островов.
27 января 1947 года Римский папа Пий XII выпустил буллу Ut in amplissimo, которой преобразовал апостольский викариат Магальянеса-Мальвинских островов в епархию Пунта-Аренаса. В этот же день епархия Пунта-Аренаса передала часть своей территории для возведения новой епархии Фолклендских островов, которая 10 января 1952 года была понижена до статуса апостольской префектуры.

## Ординарии епархии
- епископ Abraham Aguilera Bravo (22.12.1926 — 24.10.1924) — назначен епископом епархии Сан-Карлос-де-Анкуда;
- епископ Arturo Jara Márquez (29.01.1926 — 1938);
  - Sede vacante (1938—1949);
- епископ Vladimiro Boric Crnosija (1.02.1949 — 29.08.1973);
- епископ Tomás Osvaldo González Morales (28.03.1974 — 4.03.2006);
- епископ Bernardo Bastres Florence (4.03.2006 — по настоящее время).

## Источник
- Annuario Pontificio, Libreria Editrice Vaticana, Città del Vaticano, 2003, ISBN 88-209-7422-3
- Декрет Quae rei sacrae, AAS 8 (1916), стр. 406
- Булла Ut in amplissimo, AAS 39 (1947), стр. 337